# 최욱진
최욱진(崔旭鎭, 1960년 5월 18일 ~ 2011년 10월 21일)은 대한민국의 씨름 선수, [[대학 교수], 정치인이다. 호(號)는 산남(山南), 산우(山芋)이다.

## 주요 이력
이봉걸, 이만기, 이승삼 등과 함께 대한민국 씨름의 선두 주자 세력으로 이름을 날린 그는 1979년 대학 씨름에 입문하여 1986년 은퇴하였다.

## 주요 경력
- 1979년 대학 씨름 입문.
- 1986년 씨름 선수 분야 은퇴(1986년 12월).
- 1990년 진주남중학교 체육 강사 겸 씨름부 감독.
- 1993년 진주남중학교 체육 강사 겸 씨름부 감독 직위 퇴임.
- 1995년 제1회 지방 선거 시절 경상남도 진주시 시장 선거에 무소속 후보 출마하였지만 낙선(1995년 6월).
- 1995년 새정치국민회의 스포츠문화체육행정특보위원(1995년 12월).
- 1996년 새정치국민회의 스포츠문화체육행정특보위원 직위 퇴임(1996년 6월).
- 2000년 새천년민주당 스포츠문화체육행정특보위원(2000년 6월).
- 2000년 새천년민주당 스포츠문화체육행정특보위원 직위 퇴임(2000년 11월).
- 2001년 인제대학교 체육교육학과 겸임교수(2001년 8월).
- 2002년 인제대학교 체육교육학과 겸임교수 직위 퇴임(2002년 2월).

## 학력
- 경상남도 진주상업고등학교 졸업
- 경상대학교 체육교육학과 학사